# Conus fuscoflavus
Conus fuscoflavus is een in zee levende slakkensoort uit het geslacht Conus. De slak behoort tot de familie Conidae. Conus fuscoflavus werd in 1980 beschreven door Röckel in Rolán in & Monteiro. Net zoals alle soorten binnen het geslacht Conus zijn deze slakken roofzuchtig en giftig. Zij bezitten een harpoenachtige structuur waarmee ze hun prooi kunnen steken en verlammen.